# Blair House

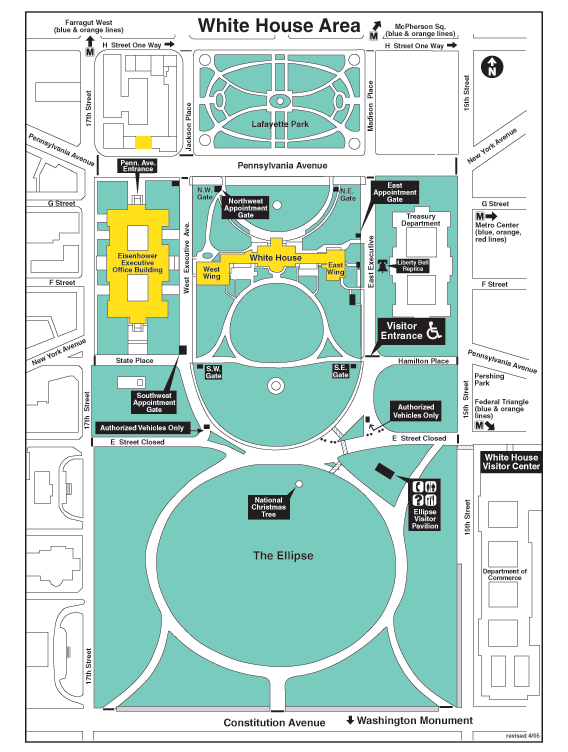
La Blair House est représentée par le petit rectangle jaune, en haut à gauche.

Blair House est une résidence officielle située au 1651-1653 Pennsylvania Avenue Northwest, à Washington, D.C. aux États-Unis ; il s'agit de la résidence des invités officiels du président des États-Unis lors de leur séjour dans la capitale américaine. Elle est située face au Old Executive Office Building, presque à l'angle avec le parc Lafayette et la Maison-Blanche.

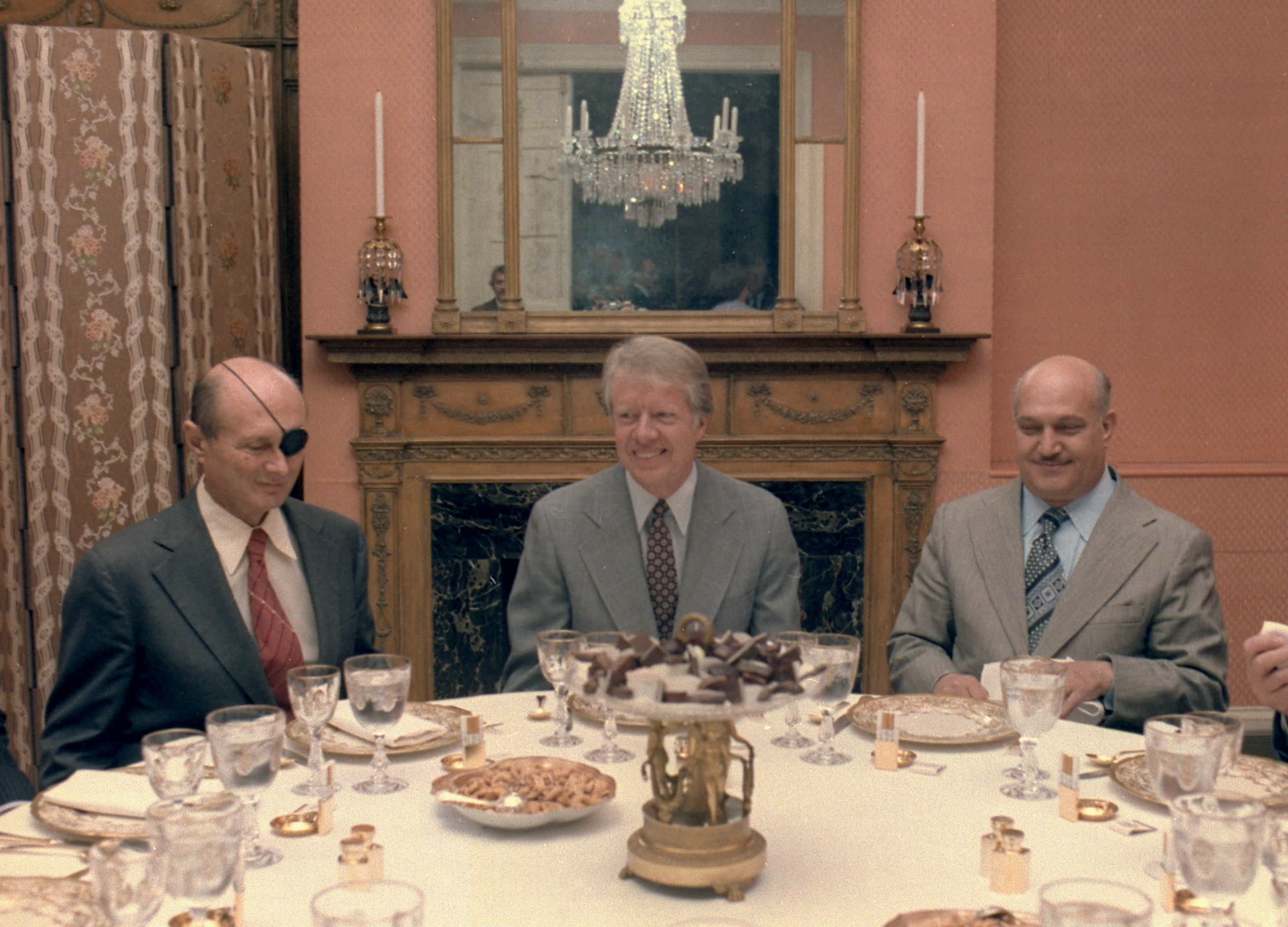
Jimmy Carter, Moshe Dayan et Kamal Hassan Ali à la Blair House, en 1978.

## Historique
Blair House, bâtie en 1824, est à l'origine la résidence de Joseph Lovell (en), le premier Surgeon General of the United States Army («chirurgien général de l'armée des États-Unis»). Francis Preston Blair, un éditeur de journaux qui était aussi un influent conseiller du président Andrew Jackson, fait l'acquisition de la maison en 1836. Après sa mort, elle est léguée à ses enfants. La famille Blair reste propriétaire de la maison pendant environ un siècle.
En 1942, la maison est rachetée par le gouvernement américain et est depuis la résidence officielle pour les invités du Président des États-Unis. Blair House est alors utilisée pour héberger les chefs d'État ou des Premiers ministres étrangers en visite d'État à Washington. Mais elle fut aussi utilisée pour des invités personnels du Président. Plusieurs présidents américains nouvellement élus y ont passé la nuit précédant le jour de leur inauguration. George W. Bush a invité Nancy Reagan à y résider lors des funérailles nationales de son mari, l'ancien président Ronald Reagan, mort en 2004. De même que Betty Ford y résida pour les funérailles de son mari et ancien président Gerald Ford en 2006.
Durant la plus grande partie du second mandat de Harry Truman à la présidence, entre 1949 et 1951, Blair House sert de résidence provisoire au président des États-Unis, au même titre que la Maison-Blanche, dans laquelle se déroulent alors d'importants travaux de reconstruction intérieure, à la suite de défauts de structure qui avaient été détectés. Cependant la nouvelle Aile Ouest de la Maison-Blanche resta opérationnelle dans les travaux, obligeant Truman à traverser Pennsylvania Avenue chaque matin et après-midi pour se rendre au Bureau ovale.
Blair House est le théâtre, le 1er novembre 1950, d'une tentative d'assassinat ratée contre le Président Truman menée par les nationalistes portoricains Griselio Torresola et Oscar Collazo. L'agent de police de la Maison Blanche Leslie Coffelt abattra un des agresseurs avant d'être tué à son tour. Une plaque dans Blair House a été posée en sa mémoire.  
Blair House est constitué maintenant d'un complexe de quatre maisons de ville (dont la maison d'origine) communiquant entre elles. Dans les années 1980, d'importants travaux de restauration y eurent lieu, et on y ajouta une nouvelle aile à l'arrière de la résidence. Avec 6 500 m2, la superficie de l'ensemble de ce complexe est désormais supérieure à celle de la Maison-Blanche. Il compte 119 pièces dont :
- 14 chambres d'hôtes
- 9 chambres pour le personnel
- 35 salles de bain
- 4 salles à manger
- plusieurs salles de conférence et des salles de séance
- une salle d'exercice
- un salon de coiffure
- des cuisines
- une blanchisserie et service de nettoyage à sec
- un magasin de fleurs

Une maison adjacente, Trowbridge House, est en cours de rénovation pour servir de résidence aux anciens présidents lorsqu'ils séjourneront dans la capitale fédérale. 
Le chef du protocole des États-Unis est le responsable de Blair House.